# Вольськ
Вольськ (рос. Вольск)  — місто (з 1780) в Росії, муніципальне утворення зі статусом міського поселення у складі Вольського муніципального району Саратовської області, на території якого також розташовані органи місцевого самоврядування Вольского муніципального району.
Населення 61 943 осіб (2020).

## Географія
Клімат Вольська — помірно-континентальний. Рельєф міста горбистий. У Вольську краса навколишніх крейдяних гір збережена, практично з будь-якої частини міста видно крейдяні гори, місцями порослі лісом. Є можливість літнього пляжного відпочинку на волзькому березі і зимового гірськолижного відпочинку в межах міста.
Місто розташоване у лісостеповій зоні Саратовської області в її північно-східній частині. Вольськ знаходиться на правому березі Волги у глибокій улоговині, яка оточена крейдяними горами, протяжність уздовж Волги становить близько 10 км.
Основними корисними копалинами, видобуток яких ведеться в межах міста, є вапняк, крейда, глина, опока, пісок для цементної промисловості.

## Історія
Вольськ заснований на березі Волги — на місці впадання в неї річки Маликовки. Перша згадка про слободу Маликовстку датується 1699 роком. В XVII столітті цар жалує землі на берегах Волги великим феодалам — монастирям, які переводять сюди зі своїх вотчин селян і засновують села Маликовка, Сосновий Острів (нині місто Хвалинськ), Терса, Воскресенське. Основним видом діяльності був промисел риби, яку відправляли в монастирі. Трохи пізніше Маликівка стає військово-опорним пунктом, завдання якого охороняти торгові судна, що пливуть по Волзі від калмиків, ногайців, кримчаків.
Государ Михайло Федорович в 1632 році завітав для рибного лову в район сучасного Вольська з навколишніми угіддями — Новоспаським монастирем, якому особливо протегували Романови. Обитель перевела сюди багатьох селян, до неї приписаних. Вони й заснували рибну слободу, названу Маликовкою, по імені річок Верхньої і Нижньої Маликовок, тоді досить повноводних приток Волги. Наприкінці XVII століття тут була побудована перша православна церква; вона була дерев'яною і була названа в пам'ять знаменитої ікони Казанської Божої матері.
В 1710 році Петро I віддав Маликовку разом з волостю своєму улюбленцю О. Д. Меншикову, який володів нею до своєї опали (звичайно, у Маликівці він ні разу не з'явився). В 1728 році Маликівка перейшла в казну, що в кращу сторону вплинуло на її економічний стан. По ревізії 1766 року тут налічувалося більше 4000 душ обох статей, було вже кілька храмів. Перший кам'яний собор Іоанна Предтечі був закладений в 1746 році (зберігся й донині).
В 1780 році слобода отримала статус повітового міста Волгськ (потім назва перетворилася в Вольськ).
В 1792 році містом пройшлася спустошлива пожежа, яка знищила 372 будинки. У той же рік був складений «Проектувальний регулярний план», яким передбачалося створення прямокутної сітки вулиць. Розпочався справжній будівельний бум: до 1797 року в Вольську було збудовано кілька вулиць, які йшли перпендикулярно до Волги, і кілька поздовжніх; таким чином вулична мережа утворила десятки житлових кварталів і кілька площ. Дерев'яні будинки часто будувалися з модрини; такі будівлі, відповідні за віком «допожежній Москві», збереглися до цих днів.
Наприкінці XVIII століття єкатерининському вельможі князю О. О. В'яземському було подаровано в цьому краї маєток, яке він сам собі вибере. Князь Вяземський краю не знав, а вибрати новий маєток хотілося трохи кращий. У цьому виборі допоміг князю волосний писар слободи Маликівки старообрядець Злобін Василь Олексійович. Потім Злобін обраний був князем В'яземським, як підставна особа, для відкупних операцій, і завдяки цьому дуже швидко з бідняка перетворився на мільйонера. За сприяння князя В'яземського слобода Маликівка була перетворена в місто Вольськ, а Злобін був призначений міським головою.
В XIX столітті Вольськ став найважливішим купецьким містом, який торгував хлібом. Хлібна торгівля перебувала в руках у скупників, що перепродували зерно і борошно великим купцям. В 1850-х роках відомими постачальниками пшениці були Вольські купці Брюханови, Курсакови, Плігіни. Капітали купців деколи обчислювалися мільйонами. Так, торговий оборот Вольських купців в селі Балаково сягав 10 мільйонів рублів.
Вольські купці вели активну хлібну торгівлю і були зацікавлені в більш швидких та дешевих способах доставки вантажів. Так, в 1836 році Вольський купець Превратухін вперше відкрив судноплавство по річці Хопер.
Особлива сторінка історії Вольська — храмовое будівництво. На зразок торгових міст Єльця і Великого Устюга, старовинна панорама Вольська з річки також збагачувалася пишнотою багатьох храмових силуетів. Перший кам'яний собор Іоанна Предтечі, збудований в 1740-х роках, сто років по тому був замінений новим собором, збудованим в стилі класицизму. На відміну від першого, який опинився по новому плану на краю Торгової площі, цей собор зайняв її середину. Таким чином, поблизу від волзьких пристаней утворився цільний ансамбль з торгових рядів, особняків-палаців і храмів. Правда, первісний Предтеченський собор згодом був перебудований під світські потреби (факт сам по собі рідкісний). Зовнішня, а багато в чому і внутрішня тектоніка будівлі, проте, збереглася. Будівля з куполом, що перекриває квадратний хол на другому поверсі, у який виходять квартири, довго дивувала і дослідників — адже старий собор вважався знесений. Перший поверх будівлі, як і практично всіх споруд на Торговій площі, і зараз займають магазини.
Ймовірно, новий собор Іоанна Предтечі був спроектований ще в 1809 році В. І. Сурановим (уродженцем Санкт-Петербурга, який навчався в Академії художеств, саратовським архітектором в 1805—1818 роках). Був закладений фундамент будівлі і розпочато зведення стін. Війна 1812 року принесла негаразди і відстрочила будівництво, і воно відновилося лише 1830-і роки, у період нового підйому міської економіки. Проект був дещо перероблений. Предтеченський собор був гордістю міста. Його величезний кубічний об'єм, увінчаний головою-ротондою, оточений чотирма дзвіниця ми, було видно за багато кілометрів з боку Волги. Зараз на його місці універмаг, побудований в кінці 1960-х років.
Наприкінці XIX століття житлові кам'яні будівлі в два-три поверхи стають звичайною забудовою Вольська. Про багатство міста кажуть фасади будинків, викладені фігурною кладкою, велика кількість ліпних прикрас, і нерідко ліпні і бляшані вази на дахах. У дерев'яних житлових спорудах до самої революції трималася традиція північного «великого будинку» на підкалеті. Часто ще зустрічаються і шлемовідние завершення ворітних стовпів з просечного заліза, і візерунчасті димніков і, і витончені водостічні труби. Нерідкі кам'яні ворота з аркою, з кільцями-конов'язями, що нагадують про давно минулому. Ще в 1920-і роки, за спогадами старожилів, вольчани тримали до 5 тисяч корів, і двічі на день вулиці міста заповнювалися огрядними стадами. Жителі Вольська володіли багатьма ремеслами, серед найшанованіших були ковалі, що селилися в основному на Саратовській вулиці.
На початку XX століття а жителі Вольська активно боролися за Радянську владу. Тут ще в 1918 у були набрані перші добровольці для Волзької флотилії. Червона флотилія Вольських річковиків брала участь у розгромі білогвардійців під Вольськом і Балаковом, Хвалинськом і Сизраньі.
23 липня 1928 року місто стає центром Вольського району і Вольського округу Нижньо-Волзького краю (з 1936 року в складі Саратовської області).

## Промисловість
Вольськ, поряд з Новоросійськом, є старим центром цементної промисловості Росії. Заводи були побудовані в період з 1896 по 1914 роки, і в радянський час неодноразово реконструювалися, значно розширювалися (4 заводи — «Комунар», «Червоний Жовтень», «Більшовик» і «Комсомолець»). Особливістю роботи заводів було використання чудової сировини — чистих білих вапняків, що добуваються в околицях міста.
Промисловий розвиток міста почався в кінці XIX століття. До цього часу Вольськ був відомий в основному як центр купецької хлібної торгівлі, з промислових об'єктів мав лише невелике суднобудівне підприємство К. Є. Гильдебранда.
На околиці міста були побудовані заводи з виробництва цементу, чому сприяв будівельний бум у південно-східних містах країни. Будівництво першого цементного заводу потужністю в 1,2 млн бочок цементу на рік (нині завод «Більшовик») в Вольську почалося в 1896 році. Діяти він почав в 1897 році і належав Глухоозерському товариству з виробництва портландцементу. У 1901 році став випускати продукцію другий завод, побудований Вольським купцем М. Ф. Плігіним і незабаром проданий Саратовському мукомолу Д. Б. Зейферту. В 1912 і 1914 роках в околицях міста стали до ладу ще 2 цементних заводи. Вольський цемент відрізнявся високою якістю і користувався підвищеним попитом у всіх великих містах Європейської Росії, Сибіру, а також у Туркестані.
В даний час Вольськ — це великий центр цементної промисловості (ВАТ «Holcim», ЗАТ «ВолгаЦемент»).
У місті також є ВАТ «Вольський механічний завод», ВАТ "Гормолзавод «Вольський», пивоварний завод «Вольськ Солод», ТОВ «Універмел», ЗАТ «ВолгаІзвесть», ВАТ «Автомобіліст», одним з найбільших підприємств стає філія «Облводресурсів», для якого зводиться комплекс очисних споруд.

## Пам'ятки
В Вольську є краєзнавчий музей з картинною галереєю, драматичний театр.
Архітектурною прикрасою міста є кам'яні будівлі в стилі російського класицизму першої чверті XIX століття: будинок купця Менькова (нині картинна галерея), гостинний двір (нині готель «Цемент»), Земська управа, архієрейський будинок, купецькі особняки Мясникова (нині краєзнавчий музей) і Брюханова (житловий будинок).
До пам'ятників архітектури також можна віднести збережені старі споруди і житлові будинки на території підприємств кінця XIX — початку XX століть. Ці зразки архітектури носять риси промислового модерну. До них належать діючі в даний час млин Меркульєва, пивоварний завод «Вормс», залізничний вокзал на станції Привільська (1895 рік).

## Уродженці
- Поляков Іван Матвійович (1919—1944) — радянський льотчик-винищувач, Герой Радянського Союзу (посмертно).
- Сєрий Ігор Сергійович (* 1930) — радянський педагог.
- Рябов Костянтин Андрійович (1923—2001) — радянський військовий льотчик, Герой Радянського Союзу (1944). Заслужений військовий льотчик СРСР, генерал-майор авіації.